# Pascual Fort
Pascual Fort Pascual (Reus, 1927 - Barcelona, 1991) fue un grabador y galerista.

## Trayectoria
A partir de una formación sólida como orfebre —hecha en el taller de la Joyería Pascual de Reus, de propiedad familiar—, conocedor de las materias primas, de las técnicas de orfebrería y de un gran repertorio de herramientas, Pascual Fort dedicó su vida a la experimentación artística a través del grabado, el esmalte y los relieves.
Su temperamento marcadamente artístico y experimental lo convirtieron en innovador y promotor de una serie de técnicas que hasta entonces se consideraban aplicadas, elevándolas a la categoría de arte contemporáneo.
La Galería Fort, que el artista mantuvo abierta durante diez años (1964-1973) en la Rambla Nova de Tarragona, con el apoyo de su esposa Mercedes Barberá Rusiñol, se convirtió en un centro de cohesión e irradiación del arte innovador del momento. En la galería, tanto expusieron artistas de gran renombre, como Miró, Rouault..., como jóvenes promesas del Campo de Tarragona. Las crónicas de los diversos actos y exposiciones fueron a menudo recogidas por críticos, como René Métras, Cirici Pellicer, J. E. Cirlot, Corredor-Matheos, Giralt-Miracle, Miralles..., que interesados por la tendencia de la galería, los hacían trascender. 
Pascual Fort y su esposa hicieron varias estancias en Nueva York —entonces considerada la capital artística del mundo— durante los años 1965, 1966 y 1969. Fort fue premiado por el Museo de Brooklyn y becado por el Institut International of Education en reconocimiento a su tarea como artista y promotor de vanguardia.
En 1973 el matrimonio Fort Barberá y sus cuatro hijos se trasladaron a Barcelona y a Cadaqués. 
En 1978 Fort obtuvo el primer premio en la III Bienal del Esmalte de Limoges, con un mural de esmalte de 148 × 128 cm.
En 1981, concibió y llevó a cabo el primer premio Mini Print Internacional de Cadaqués, aún vigente gracias al empuje de su viuda. Este concurso de mini grabados invita anualmente a grabadores de todo el mundo a participar con obras de 10 x 10 cm de plancha. La exposición de las obras de los galardonados en el año anterior, y la de todos los participantes del año en curso, queda expuesta anualmente durante los meses de verano en el Taller Galería Fort de Cadaqués y posteriormente hace un circuito itinerante por varias ciudades del mundo.